# 王曦 (材料科学家)
王曦（1966年8月—），生于上海，原籍江苏南通，中国材料科学家、政治人物。历任中科院上海微系统所所长、中国科协副主席、科学技术部副部长。现任中共广东省委常委、统战部长，省政协党组副书记。是第十九届中央候补委员、第二十届中央候补委员。

## 生平
1966年8月生于上海，原籍江苏南通。1987年毕业于清华大学工程物理系，1990年、1993年先后获中国科学院上海冶金研究所（现上海微系统与信息技术研究所）硕士、博士学位。曾任该所所长。2009年，当选中国科学院院士。
2016年6月，当选中国科学技术协会副主席。2017年10月，中国共产党第十九次全国代表大会上当选中央候补委员。2019年5月，任科学技术部副部长。
2020年8月，调任广东省人民政府副省长。2022年5月，当选为中共广东省委常委。2022年10月，中国共产党第二十次全国代表大会上继续当选中央候补委员。2024年7月，任省委统战部部长、省政协党组副书记。